# 15202 Ямадахококу
15202 Ямадахококу (15202 Yamada-Houkoku) — астероїд головного поясу, відкритий 12 березня 1977 року.
Тіссеранів параметр щодо Юпітера — 3,483.
Названо на честь Ямади Хококу (яп. やまだ・ほうこく(山田方谷) ямада хо:коку).